# Захоплення Сокотри (1507)

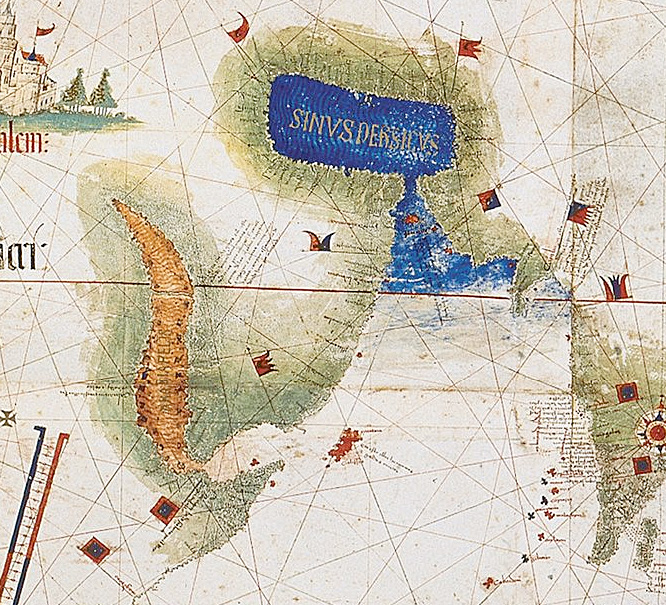
Портулан Індійського океану, 1502 рік

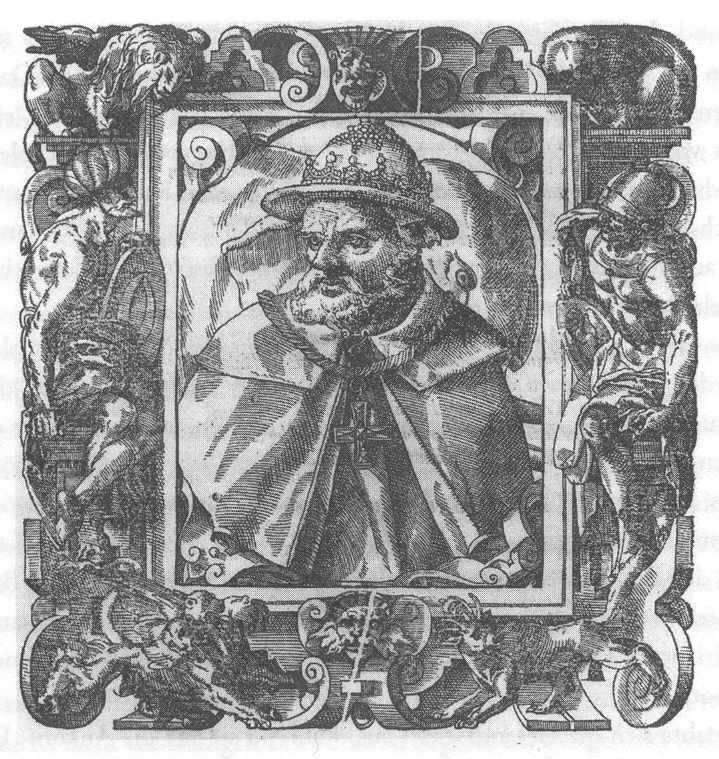
Тріштан да Кунья

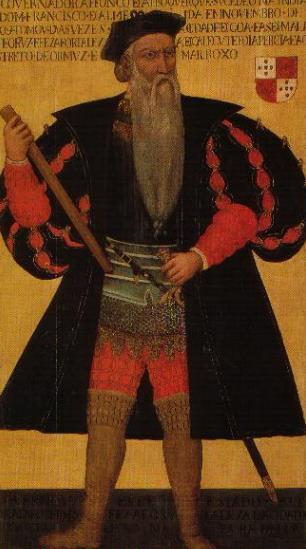
Афонсу де Альбукеркі на портреті XVI століття

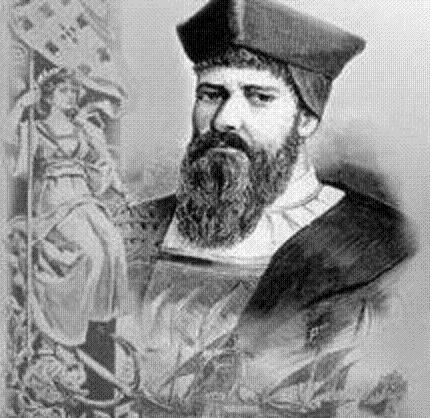
Жуан да Нова

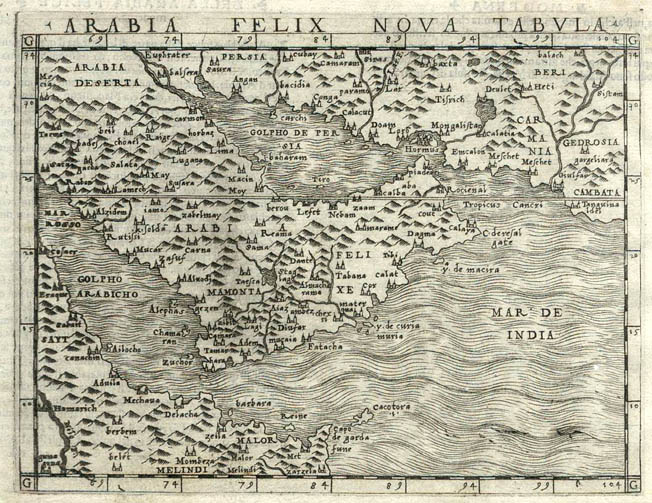
Аравійський півострів на карті Жакомо Гастальді, 1548 рік

Захоплення Сокотри португальцями — окупація острова Сокотра португальцями впродовж 1507–1511 років з метою заблокувати один з каналів арабської торгівлі прянощами, що пролягав між узбережжям Індії та єгипетською Александрією через Аденську затоку і Червоне море.

## Підготовка
У 1505 році португальський король Мануел I  (1496—1521) заснував титул віце-короля Індії та поклав управління східними колоніями на Франсішку де Алмейду. Першочерговим завданням Алмейди було перехопити в арабських мореплавців монополію на постачання до Європи дорогоцінних прянощів. Наступними діями мали бути військові операції з підтримки нових союзників в Індійському океані. Велику роль у розробці та здійсненні цих цілей зіграв головний архітектор Португальської колоніальної імперії Афонсу де Албукеркі.
У березні 1507 року Афонсу де Албукеркі супроводжував Тріштана да Кунью в його експедиції вздовж східноафриканського узбережжя Суахілі. Торгові міста на узбережжі були піддані артилерійському обстрілу, але Албукерке визнав ці заходи недостатніми.

## Окупація Сокотри
- Квітень 1507 року — флот 8-ї португальської Індійської Армади на чолі з Тріштаном да Кунья та Афонсу Албукеркі захоплює острів, що належить Махрійському султанату (сучасний Ємен). Португальці штурмують махрійскій форт поблизу селища Шек (Сук) — столиці Сокотри. Махрійскій правитель Сокотри ат-Таваарі аз-Зувейді вбитий. Португальці будують у Шеку церкву Богоматері Перемоги, залишають на острові гарнізон з 100 чоловік під командуванням Афонсу ді Норонья.
- Травень 1507 року — Афонсу де Алібукерке здійснює каральну акцію проти бунтівників, які симпатизували махрійцям і турбували португальський гарнізон. Місцеві жителі обкладені контрибуцією.
- Липень 1507 року — основний склад флотилії на чолі з Тріштаном да Кунья вирушає до Індії. Невелика ескадра на чолі з Афонсу де Албукерке, до якої долучено корабель Флор-ду-Мар капітана Жуана да Нова залишені на острові для патрулювання Червоного моря.
- 1510—1511 роки — махрійці, під командуванням Хаміса і Амри, синів Саада бен аз-Зувейді, постійно атакують португальців на Сокотрі.
- 1511 рік — португальці залишають Сокотру. Влада над Сокотрою знову переходить до сулатанату Махра.

## Наступні події
- 1513 рік — зиску від військової бази на Сокотрі було мало, а для захоплення Адена, найближчого міста на аравійському узбережжі, португальцям не вистачало людей. Набравши до лав власної армії індійських найманців, Албукеркі відплив у напрямку Адена, але спроба захопити місто в 1513 році зазнала невдачі.
- 1515 рік — турки-османи розбивають єгипетських мамелюків і приєднують Єгипет до Османської імперії.
- 1516 рік — місто Таїз потрапляє під владу Османської імперії.
- 1517 рік — після втручання єгипетського паші місто Сана набула статусу автономного султанату, влада імамів була обмежена.
- 1538 рік — паша Аль-Кхадім, командувач флотом султана Сулеймана I Пишного, захоплює Аден.
- 1541 рік — португальський адмірал Жуан ді Кастро відвідав Сокотру, залишивши цікавий опис острова.
- 1541–1542 роки — на Сокотрі, на шляху до Індії, побував Франциск Ксав'єр.
- Ігнатій Лойола, засновник ордена єзуїтів, повідомляв, що на Сокотрі проводяться християнські богослужіння, але немає ні священиків, ні ченців.
- 1547 рік — османські війська беруть Сану. Загинуло 1200 осіб.
- 1548 рік — мешканці Адена повстають проти османського панування. Османська ескадра під командуванням адмірала Пірі-реїса вдруге захоплює місто[1].